# 유경운
유경운 상궁(劉景雲 尙宮, 1893년 - 1971년)은 창덕궁의 지밀상궁으로 있었며, 속칭 '곰배대감'댁인 철종 형님의 댁에서 누동궁(樓洞宮) 나인으로 있다가 당시 세도가 윤덕영(尹德榮)의 소개로 창덕궁으로 옮겨와 순종을 모셨다. 6. 25 사변시 순정효황후를 모시고 피난처에서 고생하다가 서울 수복 후 정른 백모(白某)씨의 별장살이를 거쳐 4. 19 이후 낙선재(樂善齋)로 돌아와 살다가 병이 깊어지자 그곳을 나와 국회의원 박충식의 호의로 자하문(紫霞門) 밖 그의 별장 한 모퉁이에서 쓸쓸한 여생을 보냈다.

## 같이 보기
- 순종황제
- 순정효황후